# Abby Steiner
Abigail Kathryn Steiner, detta Abby (Dublin, 24 novembre 1999), è una velocista statunitense,  medaglia d'oro nella staffetta 4×100 m e nella staffetta 4×400 m ai Mondiali di Eugene, ha il record statunitense nei 200 metri piani indoor con 22"09, secondo tempo di sempre sulla distanza stabilito il 26 febbraio 2022.

## Biografia
Steiner è una velocista statunitense nata il 24 novembre 1999 a Dublin, una cittadina vicino a Columbus, in Ohio specializzata nei 100 metri, 200 metri e nelle staffette. Detiene il record statunitense indoor nei 200 metri (22.09 secondi) e nei 300 metri (35.54 secondi), oltre al record NCAA nei 200 metri outdoor (21.80 secondi). 
Cresciuta a Dublin ha iniziato la sua carriera sportiva come calciatrice prima di passare all'atletica leggera in ottava elementare (corrispondente alla terza media in Italia). Nel periodo in cui ha frequentato la scuola superiore (il Dublin Coffman High School) ha stabilito quattro record statali e vinto 16 titoli individuali di atletica, nonostante un infortunio al legamento crociato anteriore che l'ha tenuta ferma per quasi un anno. Ha frequentato l'Università del Kentucky, dove ha gareggiato sia nel calcio che nell'atletica durante il primo anno, prima di dedicarsi esclusivamente all'atletica.
Laureata in Chinesiologia e scienze dell'esercizio fisico, ha rinviato l'iscrizione per concentrarsi sulla sua carriera sportiva professionistica.
Oltre alle due medaglie d'oro ai Campionati Mondiali di atletica leggera del 2022 ha vinto diversi titoli NCAA e il prestigioso premio The Bowerman nel 2022, premio annuale di atletica leggera che è il più alto riconoscimento per un atleta universitario.
Ha subito infortuni significativi, come problemi ai tendini d'Achille, che l'hanno costretta a interrompere la stagione nel 2023.
È attiva sui social, dove condivide il suo percorso sportivo e personale con migliaia di fan.

## Palmarès
| Anno | Manifestazione | Sede   | Evento      | Risultato | Prestazione | Note                          |
| ---- | -------------- | ------ | ----------- | --------- | ----------- | ----------------------------- |
| 2022 | Mondiali       | Eugene | 200 m piani | 5ª        | 22"26       |                               |
| 2022 | Mondiali       | Eugene | 4×100 m     | Oro       | 41"14       | Miglior prestazione personale |
| 2022 | Mondiali       | Eugene | 4×400 m     | Oro       | 3'17"79     | Miglior prestazione personale |